# Construction Filmproduktion
Die Construction Filmproduktion wurde als GmbH 2014 von Veronica Ferres und Nina Maag als Geschäftsführerinnen in München gegründet.
Zuvor wurden unter der Firmierung Construction Film GmbH & Co. KG bis 2013 unter anderem mehrere internationale Kinofilme (ko)produziert, darunter Der Teufelsgeiger mit David Garrett in der Hauptrolle und Hectors Reise oder die Suche nach dem Glück mit Simon Pegg, Stellan Skarsgård, Rosamund Pike, Toni Collette, Jean Reno und Veronica Ferres. 2015 wurde das Projekt Salt and Fire von Werner Herzog realisiert.

## Produktionen
- 2013: Der Teufelsgeiger (Paganini: The Devil’s Violinist) – Regie: Bernard Rose
- 2013: Hafen der Düfte (Fernsehfilm) – Regie: Peter Gersina
- 2014: Hectors Reise oder die Suche nach dem Glück (Hector and the Search for Happiness) – Regie: Peter Chelsom
- 2015: Schattenwald – Regie: Laura Thies
- 2016: Salt and Fire – Regie: Werner Herzog
- 2016: Tod auf Raten (Short Term Memory Loss) – Andreas Arnstedt
- 2017: Unter deutschen Betten – Regie: Jan Fehse
- 2018: Unzertrennlich nach Verona (Fernsehfilm) – Regie: Andreas Herzog